# Osservatorio di Monte Palomar
L'osservatorio di Monte Palomar è un osservatorio astronomico fra i più importanti al mondo nel settore della ricerca astronomica, situato nella Contea di San Diego, a circa 150 km a sud-est di Los Angeles, a un'altitudine di 1710 metri. 

## Descrizione
L'osservatorio ospita il telescopio Hale di 5 metri di apertura (200 pollici, ossia 508 centimetri), completato nel 1949 e gestito dal California Institute of Technology e comprende anche due camere Schmidt e un telescopio riflettore di 1,5 metri. L'osservatorio è associato con l'osservatorio di Monte Wilson e col Big Bear Solar Observatory, entrambi in California.
Moltissime le attività di ricerca fino ad oggi compiute: presso questo osservatorio è stata tra l'altro realizzata la Palomar Sky Survey, un catalogo fotografico di tutto il cielo visibile dall'emisfero nord, realizzato con la camera Schmidt da 1,22 metri. In questo osservatorio Edwin Hubble compì le sue osservazioni per determinare la famosa legge di Hubble, nonché per completare la catalogazione dei diversi tipi di galassie. 

## Nella letteratura
- A questo osservatorio è dedicato il romanzo Palomar, di Italo Calvino.